# 地獄天使 (漫畫)
《地獄天使》是由日本漫畫家尋元森一創作的奇幻漫畫，於集英社旗下雜誌《Ultra Jump》2002年9月号開始連載，於2004年5月号完結，單行本全3冊。由其所改編之動畫電影於2008年上映。

## 出版書籍
| 卷數 | 集英社         | 集英社             | 尖端出版社     | 尖端出版社 |
| 卷數 | 發售日期       | ISBN               | 發售日期       | ISBN       |
| ---- | -------------- | ------------------ | -------------- | ---------- |
| 1    | 2003年4月18日  | ISBN 4-08-876438-2 | 2009年10月21日 |            |
| 2    | 2003年10月17日 | ISBN 4-08-876521-4 | 2009年12月19日 |            |
| 3    | 2004年7月16日  | ISBN 4-08-876633-4 | 2010年2月8日   |            |

## 動畫電影
本作由MADHOUSE改編成動畫電影《HELLS》，於2008年在第21屆東京國際電影節上首映。動畫電影獲選為第12屆日本新媒體動漫藝術節評審團推薦作品之一。

### 製作團隊
- 監督 - 山川吉樹
- 助監督 - 城所聖明
- 脚本 - 山川吉樹、筆安一幸
- 人物設計・作画監督 - 中澤一登
- 色彩設計 - 伊藤由紀子
- 美術監督 - 大野廣司
- 攝影監督 - 森下成一、五十嵐慎一
- 剪輯 - 木村佳史子、神宮司由美、塚常真理子
- 音樂 - EDISON（日语：Edison (音楽家)）
- 音響監督 -
- 執行製作人 - 諸澤昌男、服部優太
- 製作人 - 岡田浩行、安西崇、梶尾徹
- 動畫制作 - MADHOUSE
- 製作 - 「HELLS」製作委員会（MADHOUSE、NIPPAN（日语：日本出版販売）、Q-TEC（日语：キュー・テック））

## 外部連結
- 動畫官網 （页面存档备份，存于）（日語）